# 曲师礼堂及教学楼含考棚
曲师礼堂及教学楼含考棚，位于山东省济宁市曲阜市曲阜师范学校，是中华人民共和国山东省文物保护单位之一。
2006年12月7日，授予山东省文物保护单位，是一座近现代重要史迹及代表性建筑。